# Anna Roca
Anna Roca (Olot, 1967) és una actriu i empresària teatral catalana. Entre els seus espectacles destaquen Momo (versió lliure del llibre de Michael Ende) on exerceix de productora i actriu, guanyador Premi Crítica Barcelona 2016 i Premi Butaca 2023 i amb 3 nominacions als Premis Max i una als Premis Teatre Barcelona. També destaquen El Secret de la Nanna (directora i actriu), Valentina Quàntica (dramaturga i directora) o Les Ales de la Carlota (directora i productora).

## Trajectòria
Es va formar a l’Institut Festino Barroco a Barcelona, de la mà de professors com Manuel del Illo o Txiqui Berraondo. Va treballar diversos anys com a actriu professional fins que el 1996 va fundar la seva pròpia companyia, on s'encarrega de la producció, direcció, actuació i escriptura dels espectacles, en col·laboració amb altres professionals externs.
El seu primer espectacle va ser Contes de l'Anna (1996), estrenada a la Mostra d'Igualada i el seguirien altres obres de teatre familiar com Contes al terrat, Can Pere Petit, Quan jo era petita, Contencinc, Les sabates noves de l'Emperador i La granja més petita del món. També ha fet muntatges per públic adult, com ara Captius.
El 2012 va produir una recreació de Frankenstein juntament amb Esencia Producciones i Produccions de Ferro. L'any 2015 la companyia crea Momo, una adaptació lliure de la novel·la de Michael Ende dirigida per Jesús Arbués. Momo va ser rebut amb un gran èxit de crítica i de públic, arribant a guanyar els Premis de la Crítica 2016 al millor espectacle de teatre familiar i sent candidata als Premis Max 2015 i 2016. El 2023 va rebre el premi butaca per Momo.
El 2018 va presentar el seu següent espectacle, El secret de la Nanna, conceptualitzat específicament per a fer-se al carrer, dins la caixa d'un camió. L'espectacle explorava nous llenguatges i permet a la companyia, per primera vegada, sortir a actuar fora de Catalunya i de l'estat espanyol.
El 2020 va presentar l'espectacle Valentina Quàntica. En aquesta ocasió, Anna Roca va exercir de dramaturga i directora, però no va actuar a l'obra. L'espectacle té la ciència, l'empoderament femení i l'emergència climàtica com a grans eixos. El 2023 es va presentar Les ales de la Carlota, on Roca fa de directora i productora.
Més enllà de produccions i projectes propis, ha treballat dirigint projectes a d'altres companyies, com Contes 1.0 de Punt Produccions, on va fer la direcció i dramatúrgia i van guanyar el Premi del públic al millor espectacle de La Mostra d'Igualada. També ha dirigit El Sr Petit de Punt produccions (2018), El Bosc de Sandalproduccions (2023) i Surime de la companyia Pentina el Gat (2024). També ha dedicat una part del seu temps a la docència enfocada a públic infantil i juvenil.

## Premis i reconeixements
- 2016 - Garrotxina de l'Any.[12]
- 2016 - Premi de la Crítica al millor espectacle de teatre familiar per Momo.
- 2023 - Premi Butaca per Momo.